# Memorias de Leticia Valle
Memorias de Leticia Valle és una pel·lícula espanyola dirigida per Miguel Ángel Rivas. El seu guió d'Alberto Porlán està basat en l'adaptació de la novel·la homònima de Rosa Chacel. Fou estrenada al Cine Alexandra de Madrid el 25 de febrer de 1980 després d'haver estat exhibida enla secció de Nous realitzadors del Festival Internacional de Cinema de Sant Sebastià 1979.

## Argument
En un poble de Castella la Vella el 1912, Leticia Valle és una adolescent que és confiada pel seu pare i la seva tia a don Diego, un mestre culte i atractiu per tal que l'eduqui. Leticia s'enamora de don Diego, cosa que fa que circulin rumors maliciosos al poble que provoquen el suïcidi de don Diego. Aleshores Leticia es veu obligada a marxar a casa d'uns oncles a Suïssa.

## Repartiment
- Emma Suárez - Leticia Valle
- Ramiro Oliveros - don Diego
- Fernando Rey - Fernando Valle
- Héctor Alterio - Alberto
- Queta Claver - Doña Angelina
- Helga Liné - Angelina
- Jeannine Mestre - Donya Luisa
- Esperanza Roy - Aurelia
- Francisco Casares - Don Pablo

## Producció
Després d'un projecte de dos anys per produir i adaptar el guió, al que es va donar una orientació lleugerament feminista, fou rodada en cinc setmanes a Cuenca, Segovia, Valladolid i Simancas. Fou finançada en règim d'auogestió per unes setze persones. Va suposar el debut cinematogràfic d'Emma Suárez.